# دردار ويبياني
دردار ويبياني (الاسم العلمي: Ulmus webbiana) هو نوع نباتي يتبع جنس الدردار من فصيلة الدردارية.